# تیبریو اولا
تیبریو اولا (رومانیایی: Tiberiu Olah؛ ‏ ۲ ژانویهٔ ۱۹۲۸ – ۲ اکتبر ۲۰۰۲) آهنگساز، موسیقی‌دان، مربی موسیقی و استاد دانشگاه مجاری‌تبار اهل رومانی بود.
وی دانش‌آموختهٔ کنسرواتوار دولتی چایکوفسکی مسکو (۱۹۴۹ تا ۱۹۵۴) بود.
از فیلم‌هایی که وی در آن‌ها نقش داشته‌است، می‌توان به فناناپذیران و آنگاه همگی را به مرگ محکوم کردم اشاره نمود.